# Daniel Henrique Hostin
Daniel Henrique Hostin, nascido Henrique Paulo Hostin O.F.M. (Gaspar, 2 de abril de 1890 — Lages, 17 de novembro de 1973), foi um bispo católico brasileiro de ascendência belgo-germânica.
A ordenação presbiteral ocorreu em 30 de novembro de 1917. Eleito bispo em 2 de agosto de 1929, recebeu a ordenação episcopal no dia 29 de setembro de 1929, em Blumenau, das mãos de Dom Joaquim Domingues de Oliveira, sendo concelebrante Dom Guilherme Müller e Dom Pio de Freitas Silveira, assumindo a diocese de Lages.

## Ordenações episcopais
Dom Daniel foi concelebrante principal de:
- Dom Jaime de Barros Câmara (1936)
- Dom Felix César da Cunha Vasconcellos, O.F.M. (1949)
- Dom Afonso Niehues (1959)